# Barbie: Super Model
Barbie: Super Model est un jeu vidéo d'action et de réflexion sorti en 1993 sur Mega Drive, PC et Super Nintendo. Le jeu a été développé par Tahoe Software et édité par Hi-Tech Expressions.

## Système de jeu
Barbie doit éviter les obstacles dans des niveaux à scrolling continu. Entre deux niveaux, des épreuves de mémorisation demandent de mémoriser les habits ou la tête de Barbie en détail et de les restituer.

## Accueil
- GamePro : 2,5/5 (SNES)[1]